# Sideroxylon portoricense
Sideroxylon portoricense là một loài thực vật có hoa trong họ Hồng xiêm. Loài này được Urb. miêu tả khoa học đầu tiên năm 1904.